# Макгиннесс, Эд
Эдвард Макгиннесс (англ. Edward McGuinness; род. 1 марта 1974) — американский художник комиксов. Наиболее известен работами над такими сериями, как Superman, Superman/Batman, Deadpool и Hulk.

## Ранние годы
Макгиннесс родился в Куинси и окончил среднюю школу в Стоутоне.

## Личная жизнь
Эд Макгиннесс живёт в штате Мэн с женой и четырьмя детьми.

## Награды и признание
Макгиннесс получил премию Inkpot Award в 2016 году за свои достижения в индустрии комиксов.
Такие сайты, как GamesRadar и ComicBook.com, называют Эда одним из лучших художников комиксов о Супермене за всё время.

## Работы

### Комиксы

#### Arcana Studio
- Hero House #1-4 (2013)

#### Boom! Studios
- WWE #2 (2017)

#### DC Comics
- Action Comics #800 (2003)
- The Adventures of Superman #649 (2006)
- DC Comics Presents: The Flash #1 (2004)
- JLA: Classified #1-3 (2004—2005)
- Superman vol. 2 #154-157, 159—168, 171—173, 175, 177—178, 181—183 (2000—2002)
- Superman/Batman #1-6, 20-26, Annual #1 (2003—2005)

#### Marvel Comics
- Amazing X-Men vol. 2 #1-5, 8 (2014)
- Astonishing X-Men vol. 3 #3 (2017)
- The Avengers vol 8 #1-6, 10-12, 18-20, 27-30, 32, 38 (2018—н. в.)
- Avengers: X-Sanction #1-4 (2011)
- AvX: Vs. #3, 6 (2012)
- Cable #58 (1998)
- Captain America #616 (2011)
- Deadpool #1-9 (1997)
- Fallen Son: Death of Captain America #2 (2007)
- Guardians of The Galaxy vol. 3 #18-20 (2014)
- Guardians of the Galaxy vol. 4 #19 (2017)
- Guardians of the Galaxy & X-Men: The Black Vortex Alpha #1 (2015)
- Guardians of the Galaxy & X-Men: The Black Vortex Omega #1 (2015)
- Hulk #1-6, 10-13, 19-24, 30 (2008—2011)
- The Incredible Hulk vol. 2 #470-471, 600 (1998, 2009)
- Marvel Legacy #1 (2017)
- Marvel Comics Presents #1 (2008)
- Nova #1-5 (2013)
- Spider-Man/Deadpool #1-5, #8-10, #13-14, #17-18 (2016—н. в.)
- Stan Lee Meets Dr. Doom #1 (2006)
- Ultimate Hulk Annual #1 (2008)
- Wolverine vol. 3 #50 (2007)

#### Wildstorm
- Mr. Majestic #1-6 (1999)
- Thundercats #1-2, 4-5 (2002—2003)

### Обложки
- Action Comics #795, #811 (DC, 2003)
- Ant-Man #1 (вариант, Marvel, 2015)
- Avengers Vol 7 #1 (вариант, Marvel, 2018)
- Avengers: X-Sanction #3 (вариант, Marvel, 2012)
- Avenging Spider-Man #2 (вариант, Marvel, 2012)
- All-New X-Men No. 17 (Marvel, 2013)
- A+X #1-5 (вариант, Marvel, 2012)
- The Amazing Spider-Man #559, #661-662 (Marvel, 2011) #799 (вариант, 2018)
- Batman: Gotham Knights #22 (DC, 2001)
- Captain America and Bucky #620, 624 (Marvel, 2008)
- Captain Marvel #1-5 (Marvel, 2008)
- Civil War #3 (вариант, Marvel, 2012)
- Dark Avengers: Ares No. 3 (Marvel, 2009)
- Death of Wolverine: Deadpool & Captain America #1 (Marvel, 2014)
- Eternals Annual #1 (Marvel, 2008)
- Gen13 #2 (DC, 2006)
- Guardians of the Galaxy #3 (вариант, Marvel, 2013)
- Legendary Star-Lord #2 (вариант, Marvel, 2014)
- Marvel Legacy #1 (вариант, Marvel, 2017)
- Morbius The Living Vampire Vol 2 #1 (вариант, Marvel, 2013)
- Nightwing #62 (DC, 2001)
- Superman: The Man of Steel #104 (2000)
- Spider-Gwen #25 (вариант, Marvel, 2015)
- Teen Titans #13-14 (DC, 2003)
- Ultimate Captain America #1 (вариант, Marvel, 2011)
- Hulk #1 (вариант, Marvel, 2011), #25 (2011)
- The Incredible Hulk #471 (1998)
- The Rise Of Ultraman #1 (вариант, Marvel, 2020)
- Robin #148-149 (DC, 1993—1994)
- Royals #3 (вариант, Marvel, 2017)
- Red She-Hulk #58 (вариант, Marvel, 2012)
- Fall of the Hulks: Red Hulk #1 (Marvel, 2010)
- What If? Fallen Son #1 (Marvel, 2008)
- Wolverine #310 (вариант, Marvel, 2012)
- Wolverine Annual #1 (вариант, Marvel, 2014)